# Pas de Pino Hachado
El Pas de Pino Hachado (castellà: Paso de Pino Hachado) és un coll fronterer entre les repúbliques de Xile i Argentina, en la serralada dels Andes a una altura de 1.884 metres sobre el nivell mitjà del mar. Uneix la IX Regió de l'Araucanía (Xile) amb la Província del Neuquén (Argentina).